# Arianta chamaeleon
Arianta chamaeleon е вид охлюв от семейство Helicidae. Видът е застрашен от изчезване.

## Разпространение и местообитание
Разпространен е в Австрия, Италия и Словения.
Обитава планини, възвишения и храсталаци.